# India az 1964. évi téli olimpiai játékokon
India az ausztriai Innsbruckban megrendezett 1964. évi téli olimpiai játékok egyik részt vevő nemzete volt. Az országot az olimpián 1 sportágban 1 sportoló képviselte, aki érmet nem szerzett. India először vett részt a téli olimpiai játékokon.

## Alpesisí
Férfi
| Versenyző         | Versenyszám | Eredmény      | Helyezés      |
| ----------------- | ----------- | ------------- | ------------- |
| Jeremy Bujakowski | Lesiklás    | nem ért célba | nem ért célba |